# Le Jeu de la tentation
 (décembre 2010).
Le Jeu de la tentation est un roman de Jeanne Bourin, paru en 1983. Il fait suite à La Chambre des dames.

## Résumé
En 1266, l'armoise placée sous l'oreiller à la Saint-Jean est réputée pour ses vertus prémonitoires. Marie, sœur de Florie, héroïne de la Chambre des Dames, est veuve. Son époux a été tué deux ans plus tôt. Côme, un riche mercier, la courtise. Marie est tiraillée entre son amour maternel et son penchant pour son ami. Son neveu Thomas veut épouser sa cousine Agnès, ce qui est interdit par l'Église. Les amoureux trouvent refuge au cimetière des Innocents, où ils tombent dans les filets de truands lombards. Enfermés dans un manoir, ils parviennent à s'échapper, mais Agnès succombe des suites d'un accident. Inconsolable, Thomas fuit à la cour du roi de Naples, Charles d'Anjou. En 1271, Philippe III succède à Louis IX, mort à Tunis lors de la septième croisade. La fille de Marie, Aude, et son cousin Thomas fuient à Tarente en Italie pour se marier.